# Занатске исправе
Занатске исправе сваког занатлије представљају његову личну документацију и доказ о стеченим знањима и вештинама и ретко се срећу у архивима или сродним институцијама. Историјски архив у Панчеву располаже оваквом грађом, која датира из 18. и 19. века и односи се, пре свега, на исправе издате у градовима данашње Војводине, иако се чувају и исправе из осталих градова некадашње Хабзбуршке монархије. Занатске исправе представљају драгоцену грађу за изучавање занатства, хералдике, сфрагистике, симболике, орнаментике као и графике штампања. Занатске исправе издаване су за много различитих заната.

## Калфенска писма
Калфенска писма су потврде о завршеном учењу заната и положеном испиту за калфу. Сачувана калфенска писма представљају уоквирене штампане формуларе различитог формата и до величине 78x50 цм, на којима су уписани подаци о калфама којима се издају. Писмо је печатирано еснафским печатом, од црвеног воска, са двоглавим орлом. Изучавање заната трајало је три године ако се шегрт сам одева или четири године ако га мајстор одева. Ово правило се није увек поштовало. Шегрт је ослобођен и проглашен за калфу пред старијим калфама у скупштини и за то је плаћао један талир. Формулар је набављао шегрт када му је калфенско писмо било потребно, тако да се датуми издавања писма и датум када је шегрт постао калфа не поклапају увек.

## Потврде о раду
Потврде о раду представљају другу категорију занатских исправа, које су издаване све до обавезног увођења вандровки 1829. године. Општа карактеристика за текстуални део ових потврда је та да је у формуларе дотични еснаф којем припада калфа уносио следеће податке: занат еснафских мајстора, занат дотичног калфе, име калфе, место његовог рођења, године старости, податке о стасу и коси и о дужини рада. Са овим подацима овлашћено лице одговарајућег еснафског одељења потврђује калфи његову припадност еснафу, дужину рада, његово понашање и владање и раскид рада. На многим потврдама су се налазиле и панораме градова, у коме су потврде издате.

## Мајсторска писма
Мајсторско писмо или мајсторску повељу добијао је калфа, који је желео да постане мајстор. Он је прво морао да се обрати скупштини и да јој поднесе доказе за мајсторшаг, о уредном учењу заната, о томе да је радио у месту код неког мајстора и каквог је порекла и како се владао. Ако би се мајстори усагласили да га приме онда је калфа одлазио у Магистрат да тражи дозволу. После тога, добијао је задатак да направи тзв. пробу, коју је морао да изради у присуству два мајстора и то у дому једног од њих. Готов рад је износио пред друге мајсторе, који су му издавали мајсторско писмо и он би га носио у Магистрат. За добијање ове исправе, мајсторски кандидат плаћао је таксу од 8 форинти. За калфе које су желеле да постану мајстори, а нису биле из Панчева, поступак је био исти, само што су морале да поднесу доказ да им је било одобрено да дођу у Панчево и на крају да затраже грађанско право. Мајсторска писма, такође, представљају уоквирене штампане формуларе различитог формата, код којих су се у остављеним празнинама уписивали подаци о кандидату којем се издају. И ови формулари су израђивани са панорамом града где се издају, али и без ње.

## Галерија
- Калфенско писмо, Панчево 1833.
- Калфенско писмо, Славонски Брод 1835.
- Калфенско писмо, Темишвар 1855.
- Калфенско писмо, Беч 1855.
- Калфенско писмо, Пешта 1867.
- Калфенско писмо, Београд 1872.
- Калфенско писмо, Панчево 1871.
- Потврда о раду, Загреб 1794.
- Потврда о раду, Пешта 1802.
- Потврда о раду, Пешта 1810.
- Потврда о раду, Темишвар 1812.
- Потврда о раду, Земун 1821.
- Потврда о раду, Бела Црква 1827.
- Потврда о раду Вршац, 1826.
- Потврда о раду, Пешта 1828.
- Потврда о раду, Панчево 1829.
- Потврда о раду, Печуј 1830.
- Потврда о раду, Нови Сад 1829.
- Потврда о раду, Секешфехервар 1830.
- Потврда о раду, Сегедин 1831.
- Потврда о раду, Естергон 1830.
- Потврда о раду, Беч 1836.
- Потврда о раду, Стари Будим 1848.
- Калфенско писмо, Земун 1833.
- Калфенско писмо, Панчево 1828.
- Калфенско писмо, Панчево 1822.
- Калфенско писмо, Панчево 1823.
- Калфенско писмо, Осијек 1825.
- Мајсторско писмо, Долово 1860.
- Мајсторско писмо, Ковин 1855.
- Мајсторско писмо, Вуковар 1858.
- Мајсторско писмо, Нови Сад 1850.
- Калфенско писмо, Земун 1840.
- Еснафско писмо, Неготин, 1910.